# OOPArt

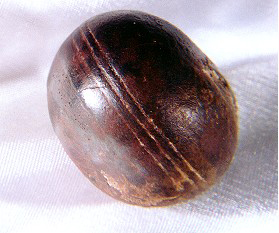
O sferă Klerksdorp

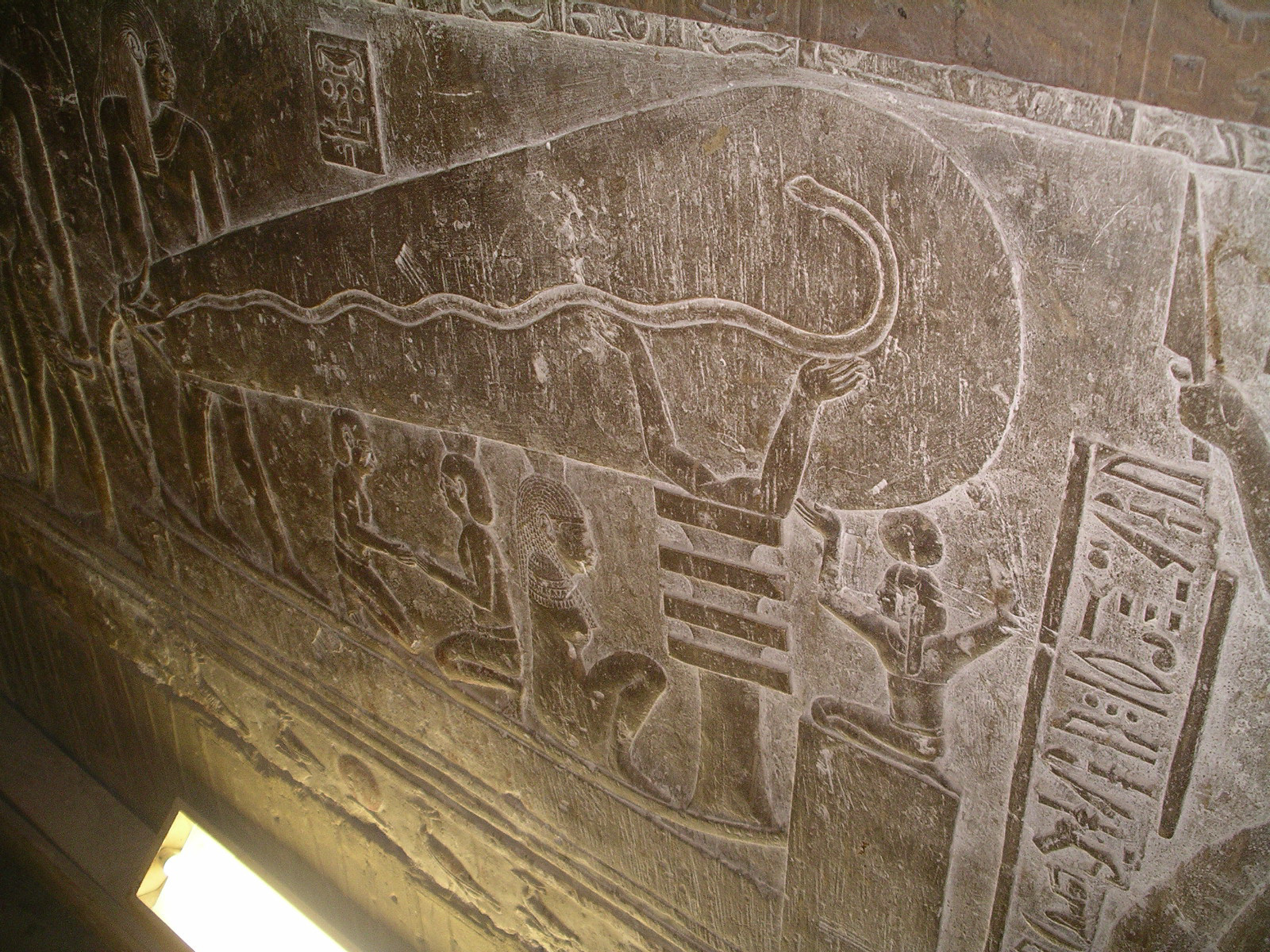
Un basorelief de la Dendera unde apare un presupus bec electric

OOPArt (din engleză Out-of-place artifact) este un obiect [relativ) imposibil din punct de vedere al cronologiei evoluției sau dezvoltării tehnologiei acceptate de comunitatea științifică. Aceste obiecte adesea au un scop necunoscut și prezintă un interes istoric, arheologic sau paleontologic.

## Exemple
- Avion cu reacție precolumbian
- Bateria de la Bagdad
- Becurile de la Dendera
- Giulgiul din Torino
- Harta lui Piri Reis
- Mecanismul de la Antikythera
- (Pietrele) Runele de la Kensington
- Pietrele Ica
- Pilonul de fier de la Delhi
- Sferele Klerksdorp[1][2][3][4][5][6]
- Talpa de robot de la Aiud